# Portugués angoleño

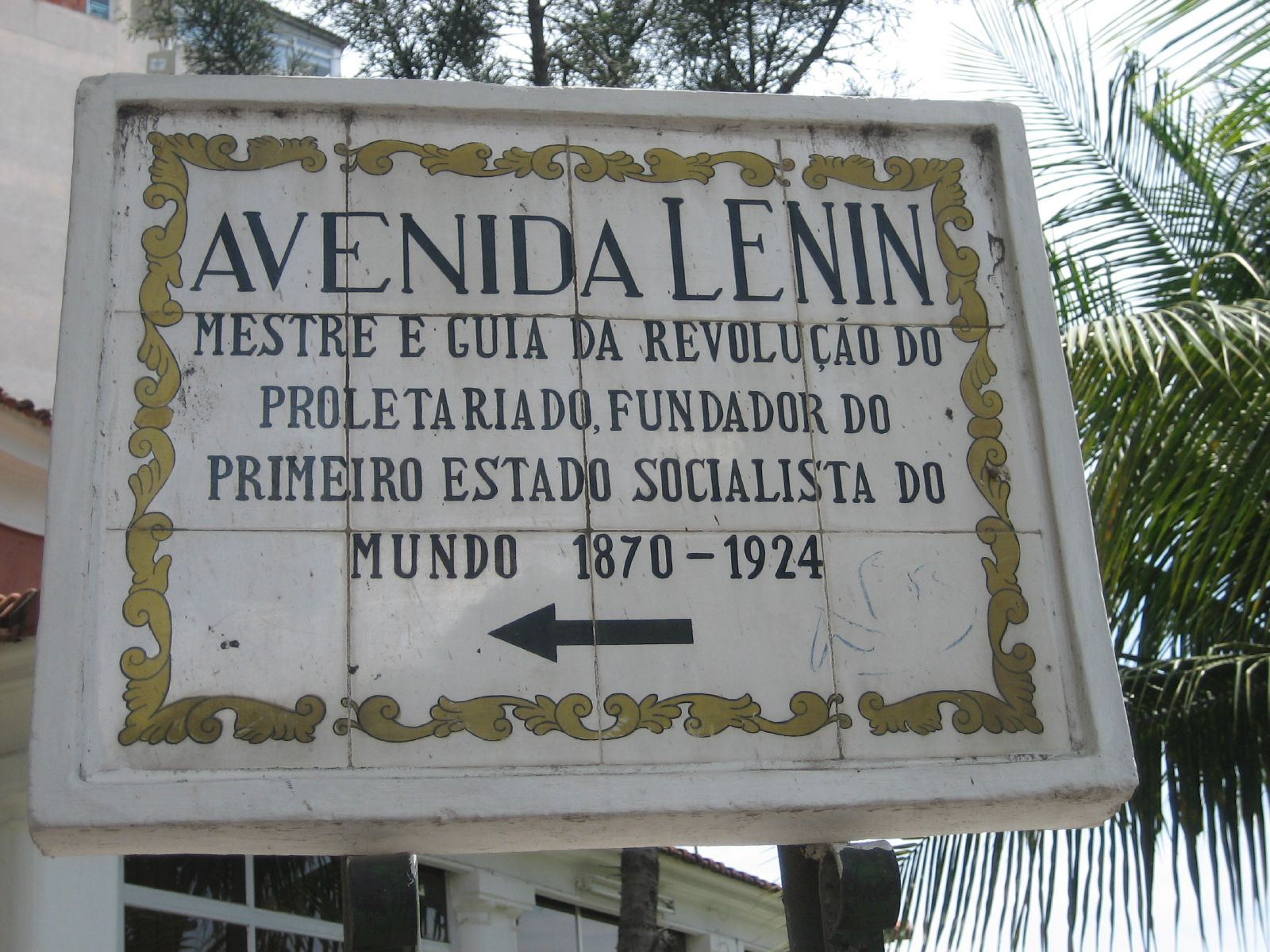
Señal en portugués en la avenida Lenin de Luanda.

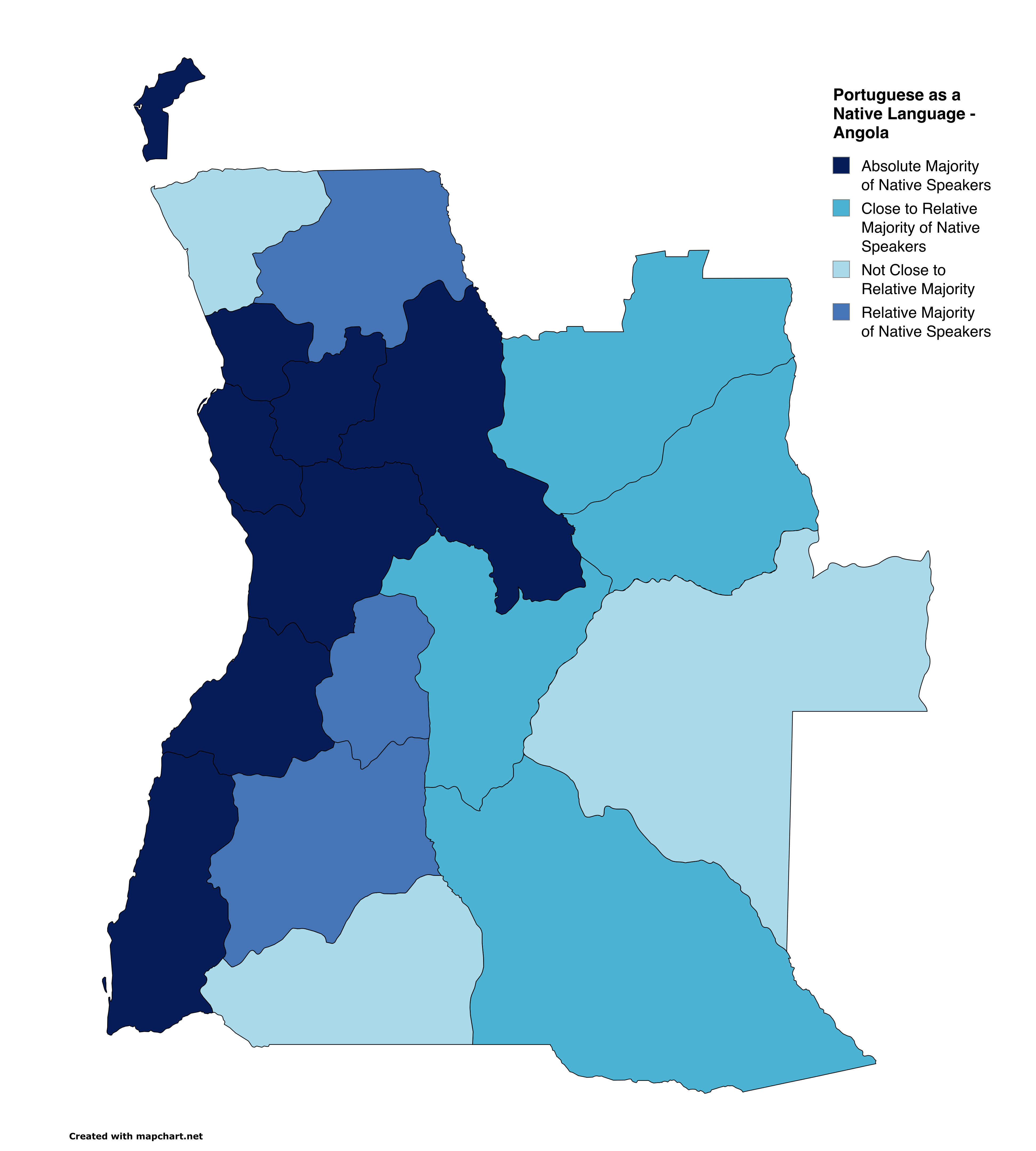
Distribución geográfica del portugués en Angola como idioma nativo.

El portugués angoleño hace referencia a una variedad del idioma portugués usado mayoritariamente en Angola, donde es idioma oficial. Es utilizado generalmente en dicho país por aproximadamente el 80% de todos los residentes, de los cuales el 60% son originarios de Luanda, de alrededor de 12 millones de hablantes nativos).
De todos los países lusófonos, Angola es, —con la excepción de Portugal y Brasil—, el país donde la lengua de Camões más se propagó por la población, y aquel donde el porcentaje de hablantes de portugués como lengua materna es mayor.

## Variaciones angoleñas del portugués
Lengua oficial y de enseñanza, y uno de los factores de unificación e integración social, el portugués se encuentra en permanente transformación en Angola. Las interferencias lingüísticas de su contacto con las lenguas regionales, la creación de nuevas palabras y expresiones forjadas por las invenciones populares, así como ciertas desviaciones de las normas ortográficas de Portugal, le imprimen una nueva fuerza, vinculándolo y adaptándolo cada vez más a la realidad angoleña. Algunos de los muchos ejemplos son las palabras: camba, cota, caçula o bazar, que provienen de vocablos kimbundi, di-kamba (amigo), dikota (más viejo), kasule (el hijo menor), y kabuza (huir), respectivamente. Más allá de aquellos que ya existen en los diccionarios de lengua portuguesa como batuque, bobó, bunda, cabolar, capanga, cará, caringa, curinga, dendê, gingar, ginguba, jimbolamento, jimbolo, jingo, machimbombo, maxim, minhoca, missanga, mocambo, mocotó, moleque, munda, mutula, muzungo, pupu, quibuca, quilombo, quitanda, samba, sibongo, tacula, tamargueira, tanga, tarrafe, tesse, ulojanja, umbala, zingar y muchos otros.
Sobre la existencia de una variante propia del portugués en Angola, Amélia Mingas escribe: 
(...) una nueva realidad lingüística en Angola, a la que llamamos "portugués de Angola", o "angoleño", a semejanza de lo que ocurrió con el brasileño o el criollo. Aunque en estado embrionario, el "angoleño" presenta ya especificidades propias (...). Pensamos que, en nuestro país, el "portugués de Angola" se sobrepondrá al "portugués oficial" como segunda lengua de los angoleños.

Ivo Castro, profesor de Lingüística en la Facultad de Letras de la Universidad de Lisboa, en su Introducción a la Historia del Portugués, de 2006, afirma que, más allá de las grandes variantes bien definidas - la portuguesa y la brasileña -, existen otras dos variantes en formación: la angoleña y la mozambiqueña, siendo de esperar que estas también se individualicen normativamente una vez que se establezcan. No obstante, en este momento, no hay todavía una expresión institicional, ni existen los instrumentos prescriptivos consagrados que fijen las características de esas nuevas normas. Lo que se conece son los aspectos típicos de la oralidad que frecuentemente afloran en el discurso escrito.

## Historia
Los exploradores portugueses comenzaron la exploración de Angola a finales del siglo XV. El idioma portugués, si bien fue hablado con anterioridad, ingresó notoriamente en Angola durante el siglo XIX, luego de la división de África entre los ex-imperios coloniales (Portugal, España, Francia, Bélgica, Alemania y Gran Bretaña). Entre 1750 e 1822, los portugueses intentaron impedir la creciente africanización, tanto cultural como lingüística, de la elite afro-portuguesa de Angola, lográndolo a través del decreto de 1765 del gobernador Francisco Inocêncio da Sousa Coutinho, que desaconsejaba el uso de idiomas nativos del continente africano en la educación escolar.
Los testigos de la época relatan que para la utilización de variedades re-estructuradas del portugués entre las camadas más pobres de las ciudades costeras y los alrededores. En 1894, el folclorista y filólogo estadounidense Heli Chatelain, al referirse al kimbundu hablado en Luanda, lo definió como una mezcla de elementos portugueses, enumerando 90 préstamos del portugués al kimbundu, que incluyen no solamente préstamos del léxico (p.ej. palaia, praia), sino también gramaticales (p. ej. poji, pois), así como varios ejemplos de palabras portuguesas adaptadas a la morfología del kimbundu (p. ej. njanena, janela; jinjanena, janelas).
Los idiomas locales comenzaron a ser vistos como inferiores, tanto por los colonizadores y los pueblos originarios. A fines del siglo XX, la lengua portuguesa se convirtió en un instrumento para la independencia, en tanto ya era hablada perfectamente hablada por los nativos africanos y los grupos políticos de elite, habiéndose convertido en un símbolo de la identidad nacional, unificando de ese modo a varias tribus rivales, quienes tenían en común el mismo objetivo de independencia. 
Con la independencia alcanzada en 1975, y la propagación de la guerra civil durante las décadas siguientes, se dio el exilio de cientos de miles de angoleños de las zonas rurales hacia las grandes ciudades, particularmente Luanda. Data de aquella época la construcción de enormes zonas de habitaciones precarias —los llamados "musseques"—, que todavía hoy caracterizan a la capital angoleña. Este desplazamiento interno habría, sin embargo, de favorecer la difusión de la lengua portuguesa, ya que esta pasaría a ser la única lengua de contacto de los refugiados internos tanto entre sí como con los habitantes de dichas ciudades. Tras la paz entre la UNITA y el MPLA, los refugiados que regresaron a las regiones rurales de origen llevaban ya al portugués como primera lengua.
La construcción de la estructura administrativa del nuevo Estado Nacional reforzó la presencia de la lengua portuguesa, usada en el ejército, en la administración, en el sistema escolar, en los medios de comunicación, etcétera. Aunque oficialmente el Estado Angoleño declara, en la misma Constitución, que «valoriza y promueve el estudio, la enseñanza y la utilización de las otras lenguas de Angola», en la práctica siempre se tiende a valorizar exclusivamente los aspectos que contribuyen a la unificación del país —siendo de esa manera el portugués la única lengua unificadora—, en detrimento de todo lo que pudiese contribuir a la diferenciación de los grupos y la tribalización.
El poder político en Angola habla en portugués. La élite del MPLA, en un gran porcentaje, tiene a la lengua portuguesa como lengua materna: es una élite urbanizada que ha perdido una gran parte de su raíz étnica. Los dos presidentes de Angola, Agostinho Neto y José Eduardo dos Santos, siempre se expresaron en portugués.

## Fonología
El acento del portugués angoleño es muy característico y bastante diferente, tanto del portugués europeo como del brasileño. Muchos sonidos abiertos en Portugal y muy abiertos en Brasil son pura y simplemente cerrados en Angola. Por ejemplo: "troféu" es dicho como "trofêu". Por otro lado, el portugués angoleño es más cantado y arrastrado por la influencia de las lenguas africanas.

## Ortografía
A excepción de Brasil, todas las demás ex-colonias portuguesas, incluyendo a Angola, siguen el padrón ortográfico de Portugal. 
A pesar de haber participado en la redacción del Acuerdo Ortográfico de 1990, firmado por el Secretario de Estado de Cultura de Angola, José Mateus de Adelino Peixoto, y haber participado en las reuniones de la CPLP donde los dos protocolos que modificarían la ortografía fueron aprobados, el gobierno angoleño aún no ratificó ninguno de esos documentos. En marzo de 2010, Angola solicitó una moratoria de tres años para ratificar el Acuerdo Ortográfico por la necesidad de incluir el vocabulario específico del país al vocabulario común. Hasta el momento, en el país continúan las normas del Acuerdo Ortográfico de 1945.
No obstante, en Angola se recurre frecuentemente al uso de las letras k,w e y en la escritura de ciertos antropónimos, topónimos y otras palabras que, en Portugal se escribirían con c o q, u e i, respectivamente. Ejemplos: Soyo en vez de Soio, Kwanza en vez de Cuanza, kimbundu en vez de quimbundo, etcétera.

## Léxico
Aunque la mayor parte del vocabulario es la misma que en Portugal o Brasil, hay algunas diferencias, muchas de las cuales se deben a la influencia de la gran cantidad de idiomas hablados en Angola. Cada área tiene diferentes vocablos originados de los lenguajes distintivos. En la capital, Luanda, es hablado un portugués muy estandarizado, y tanto la cultura como los lenguajes tribales son prácticamente inexistentes. Aun así, existen grandes influencias del kimbundu. Este léxico no es usado en documentos o en negocios, por ejemplo, y es usado mayoritariamente como jerga, pero hay algunas excepciones. La mayor parte de ese léxico es usado por los angoleños y portugueses más jóvenes, así como los afro-americanos en otras partes del mundo.
| Angola                                                                                | Portugal | Brasil                                            |
| ------------------------------------------------------------------------------------- | --- | ------------------------------------------------- |
| anhara, chana                                                                         | savana | savana (ou cerrado)                               |
| bazar (ir embora)                                                                     | ir embora, bazar e vazar também são palavras usadas em Portugal, em sociolectos juvenis                                                              | ir embora, vazar (em sociolectos juvenis)         |
| cacimbo ou cacimba (humidade dos países tropicais, chuva miudinha, nevoeiro de verão) | cacimbo ou cacimba (humidade dos países tropicais, chuva miudinha, nevoeiro de verão)                                                                | cacimba (poço)                                    |
| chuinga (do inglês chewing-gum)                                                       | pastilha elástica, chiclete, (chicle e gums usado em alguns sociolectos)                                                                             | chiclete, chiclé                                  |
| garina                                                                                | rapariga, miúda, garota, pita, gaja, moça, musa (garina é usado em alguns sociolectos)                                                               | moça, garota, mina, menina, guria (na região sul) |
| geleira                                                                               | frigorífico, arca frigorífica, refrigerador, geleira, geladeira (as duas últimas palavras referem-se, geralmente, à zona do frigorífico que congela) | geladeira, refrigerador                           |
| imbamba                                                                               | tralha | tralha                                            |
| ginguba                                                                               | amendoim | amendoim                                          |
| machimbombo                                                                           | autocarro, camioneta (machimbombo é por vezes usado como forma depreciativa de autocarro)                                                            | ônibus                                            |
| mata-bicho                                                                            | pequeno-almoço, mata-bicho (usado em alguns sociolectos)                                                                                             | café-da-manhã                                     |
| musseque                                                                              | bairro de lata | favela                                            |

Los luandeses más jóvenes, quienes hablan nativamente el idioma portugués, tienen inclusi un léxico de jergas aún más amplio. Esto no corresponde a un dialecto, pero sí a un sociolecto. 
A causa de la inmigración y también por la contemporaneidad de las jergas, las generaciones más actuales en Portugal a menudo adoptan su uso. Los angoleños en Lisboa también suelen tener la tendencia a crear nuevas palabras para usarlas socialmente, así también como expresiones grupales, tanto que incluso recién llegados de Angola son incapaces de entender dichas frases correctamente. La siguiente es una lista de dichas palabras agregadas al portugués estándar:
está anduta - está fácil ("está fácil")
apanhar uma tona - apanhar uma bebedeira ("emborracharse")
kota - velho ("viejo; originalmente una palabra de respeto, sin embargo los jóvenes portugueses la usan de manera peyorativa con los ancianos, aunque a veces lo es de manera educada).
iofé - feio ("feo"; probablemente una inversión de la palabra en portugués).
nboa - mulher ("mujer").
piô, candengue - criança ("niño/niña")
pitéu - comida ("comida"; entre los portugueses significa que es una comida sabrosa).
latona - mulata ("mulata").
mboio - comboio (abreviatura de "tren").
tape - televisão ("televisión").
bila, bilau - camisa ("camisa").
bóter - carro ("auto").
Ejemplos de palabras que fueron tomadas prestada del kimbundu, incluidas en la actualidad solo en el portugués angoleño:
cubata 'casa'
muamba 'estofado de pollo'
quinda 'cesta'
giumbo 'machete'
milongo 'medicina'
quituxe 'crimen'